# Cordillera (província)
Cordillera é uma província da Bolívia localizada no departamento de Santa Cruz, sua capital é a cidade de Lagunillas. É a maior província da Bolivia em área.